# Euridice (Peri)
L’Euridice ist eine Oper in einem Prolog und sechs Szenen von Jacopo Peri (Musik) nach einem Libretto von Ottavio Rinuccini. Das Werk erlebte seine Uraufführung am 6. Oktober 1600 im Palazzo Pitti in Florenz. Es ist die älteste vollständig erhaltene Oper.

## Handlung

### Prolog

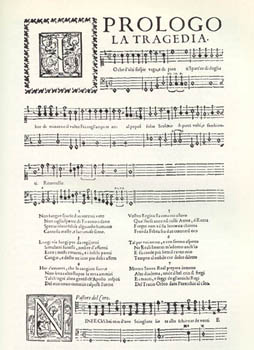
Prolog

Im kurzen Prolog erscheint die „Tragödie“ als allegorische Figur und kündigt das folgende Spiel an.

### Szenen
Ein Chor von Hirten und Nymphen berichtet von der bevorstehenden Vermählung Euridices mit Orfeo. Diesem schließt sich ein Ballett an, bei dem Euridices Gespielinnen tanzen. Es folgt der Auftritt Orfeos mit seinen Freunden. Die Botin Dafne bringt Orfeo die Nachricht vom plötzlichen Tod seiner Geliebten. Orfeo gibt seiner Verzweiflung in einem langen Lamento Ausdruck. Die Schäferinnen und Schäfer sowie einige Nymphen versuchen Orfeo zu trösten. Der Göttin Venus gelingt es schließlich, den Verzweifelten zu bewegen, in die Unterwelt hinabzusteigen, um bei deren Beherrscher die Rückgabe seiner Geliebten zu erflehen. In einem neuerlichen Lamento wendet sich Orfeo an Pluton. In der Schlussszene sind die Liebenden wieder glücklich vereint. Chöre und Tänze verleihen der Freude Ausdruck.

## Orchester
Das Orchester, dessen instrumentelle Zusammensetzung abgesehen vom Basso continuo in Partitur nicht angegeben ist, spielte bei der Uraufführung hinter dem Bühnenprospekt und war somit für das Publikum nicht sichtbar. Die Besetzung der ersten Aufführung lässt sich teilweise aus den Instrumentalisten rekonstruieren, die Peri im Vorwort der Partitur namentlich nennt: Jacopo Corsi, Cembalo; Grazia Montalvo, Chitarrone; Giovan Battista dal Violino,  Lira grande und Giovanni Lapi, Laute. Diese Aufzählung ist aber nicht notwendigerweise vollständig. Die einzige Instrumentenangabe in der Partitur lautet: „Tirsi erscheint auf der Szene, das folgende Stück auf der Tripelflöte (Triflauto) spielend“. Um was für ein Instrument es sich bei der „Triflauto“ handelt, ist nicht klar, möglicherweise ist es eine Art Sackpfeife mit zwei Spielpfeifen und einer Bordunpfeife. Das Instrument wird nicht auf der Bühne gespielt, vielmehr wurde, wie in der Vorrede zur Partitur erläutert, das Ritornell hinter der Bühne von drei Flöten gespielt.

## Musik
Euridice hat heute musikhistorische Bedeutung, weil es sich um die älteste noch erhaltene Oper der Musikgeschichte handelt. In den rund 400 Jahren seit ihrer Entstehung haben sich die Hörgewohnheiten so stark verändert, dass in heutiger Zeit das Werk von vielen Zuhörern als „zu monoton“ wahrgenommen wird. Am ehesten sprechen den heutigen Hörer das Chorlied „Auf zum Singen, zum Tanzen“ und das Flötenzwischenspiel in der Mitte des Werkes an. Die beiden Lamenti waren für die Entwicklung der Soloszenen in italienischen Opern bedeutsam.

## Entstehung

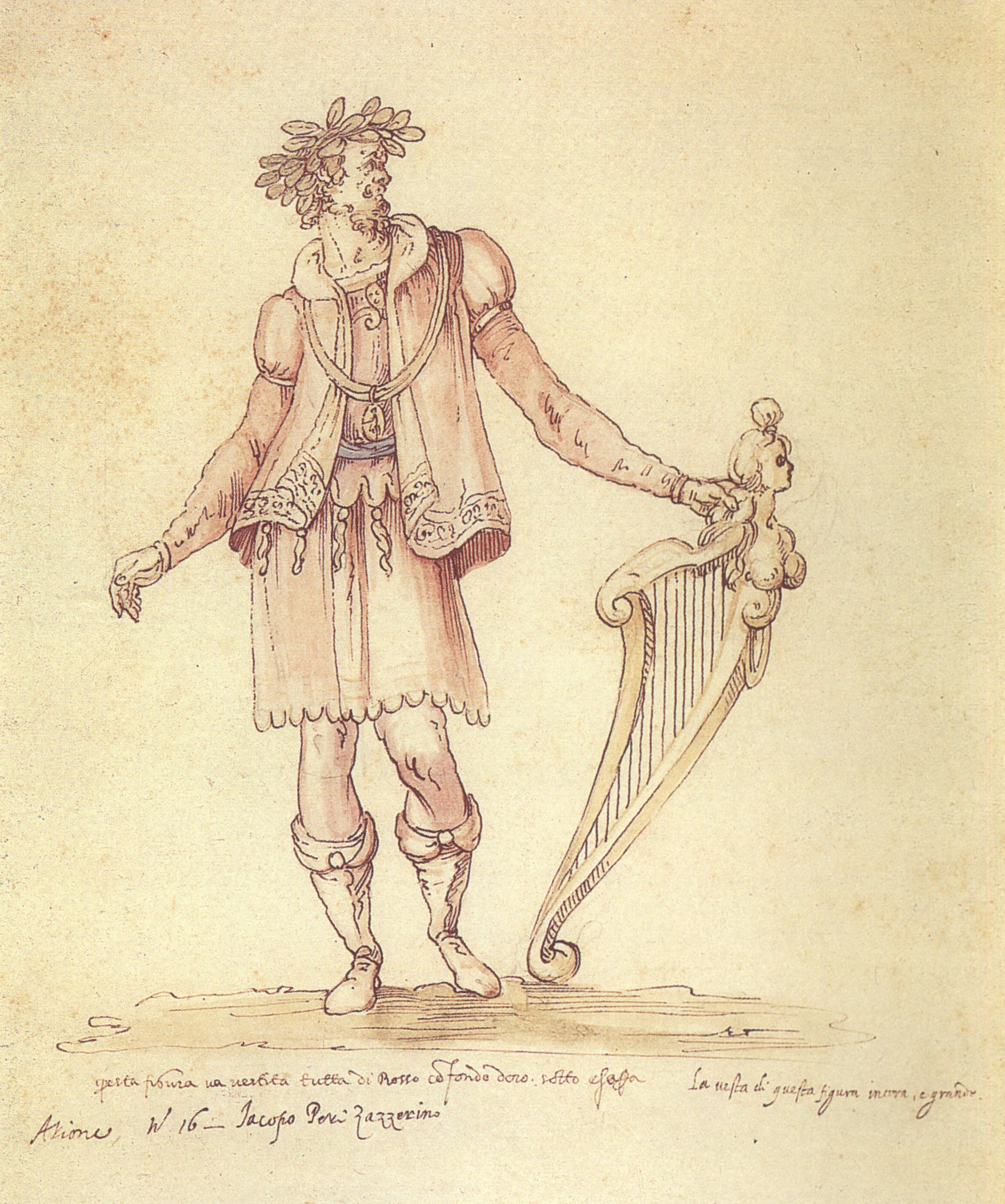
Jacopo Peri

Die Oper war ein Auftragswerk für das Begleitprogramm der Feierlichkeiten anlässlich der Vermählung König Heinrichs IV. von Frankreich mit der rund 20 Jahre jüngeren Prinzessin Maria von Medici. Der Komponist selbst sang den Orfeo. Euridice wurde von der Sängerin Vittoria Archilei verkörpert.
Die Aufführung bei den Vermählungsfeierlichkeiten geriet zu einer Klitterung, denn einige der engagierten Sänger gehörten zur Entourage des intriganten Giulio Caccini, unter ihnen auch dessen Tochter Francesca. Sie weigerten sich, die von Peri für sie komponierten Passagen zu singen; stattdessen sangen sie die entsprechenden Teile aus Caccinis eigener Vertonung Euridice. Nach der Aufführung beeilte sich Caccini, sein Werk zu vollenden und noch vor Peris Werk im Druck erscheinen zu lassen. Peri betonte in der Vorrede zum Druck seines Werks, dass es schon zum Zeitpunkt der Aufführung vollständig zu Ende komponiert gewesen sei.